# Mistrovství světa v ledním hokeji do 18 let 2020
22. Mistrovství světa v ledním hokeji do 18 let 2020 se mělo konat v amerických městech Plymouth a Ann Arbor. Mělo proběhnout od 16. dubna 2020 do 26. dubna 2020. 13. března 2020 rozhodla Mezinárodní federace ledního hokeje o zrušení tohoto turnaje z důvodu celosvětové pandemie covidu-19.

## Základní skupiny
|  | Tým postupující do čtvrtfinále |
|  | Tým bude hrát o udržení        |

### Skupina A

#### Tabulka
| Poř. | Tým       | Z | V | VP | PP | P | GV | GI | +/- | B |
| ---- | --------- | - | - | -- | -- | - | -- | -- | --- | - |
| 1.   | Bělorusko | 0 | 0 | 0  | 0  | 0 | 0  | 0  | 0   | 0 |
| 2.   | Kanada    | 0 | 0 | 0  | 0  | 0 | 0  | 0  | 0   | 0 |
| 3.   | Lotyšsko  | 0 | 0 | 0  | 0  | 0 | 0  | 0  | 0   | 0 |
| 4.   | Švédsko   | 0 | 0 | 0  | 0  | 0 | 0  | 0  | 0   | 0 |
| 5.   | Švýcarsko | 0 | 0 | 0  | 0  | 0 | 0  | 0  | 0   | 0 |

První zápasy se měly odehrát 16. dubna 2020.

Všechny časy jsou místní (UTC-4).

#### Zápasy
| 16. duben 2020 15:00 | Švýcarsko | Zrušeno | Lotyšsko |  |  |

| 16. duben 2020 19:00 | Švédsko | Zrušeno | Bělorusko |  |  |

| 17. duben 2020 15:00 | Bělorusko | Zrušeno | Švýcarsko |  |  |

| 17. duben 2020 19:00 | Švédsko | Zrušeno | Kanada |  |  |

| 18. duben 2020 19:00 | Kanada | Zrušeno | Lotyšsko |  |  |

| 19. duben 2020 15:00 | Švýcarsko | Zrušeno | Švédsko |  |  |

| 19. duben 2020 19:00 | Lotyšsko | Zrušeno | Bělorusko |  |  |

| 20. duben 2020 19:00 | Kanada | Zrušeno | Švýcarsko |  |  |

| 21. duben 2020 15:00 | Lotyšsko | Zrušeno | Švédsko |  |  |

| 21. duben 2020 19:00 | Bělorusko | Zrušeno | Kanada |  |  |

### Skupina B

#### Tabulka
| Poř. | Tým     | Z | V | VP | PP | P | GV | GI | +/- | B |
| ---- | ------- | - | - | -- | -- | - | -- | -- | --- | - |
| 1.   | Česko   | 0 | 0 | 0  | 0  | 0 | 0  | 0  | 0   | 0 |
| 2.   | Německo | 0 | 0 | 0  | 0  | 0 | 0  | 0  | 0   | 0 |
| 3.   | Finsko  | 0 | 0 | 0  | 0  | 0 | 0  | 0  | 0   | 0 |
| 4.   | Rusko   | 0 | 0 | 0  | 0  | 0 | 0  | 0  | 0   | 0 |
| 5.   | USA     | 0 | 0 | 0  | 0  | 0 | 0  | 0  | 0   | 0 |

#### Zápasy
| 16. duben 2020 15:00 | Česko | Zrušeno | Německo |  |  |

| 16. duben 2020 19:00 | Rusko | Zrušeno | USA |  |  |

| 17. duben 2020 15:00 | Rusko | Zrušeno | Finsko |  |  |

| 17. duben 2020 19:00 | Německo | Zrušeno | USA |  |  |

| 18. duben 2020 19:00 | Finsko | Zrušeno | Česko |  |  |

| 19. duben 2020 15:00 | USA | Zrušeno | Česko |  |  |

| 19. duben 2020 19:00 | Německo | Zrušeno | Rusko |  |  |

| 20. duben 2020 19:00 | Finsko | Zrušeno | Německo |  |  |

| 21. duben 2020 15:00 | Česko | Zrušeno | Rusko |  |  |

| 21. duben 2020 19:00 | USA | Zrušeno | Finsko |  |  |

## 1. divize

### Skupina A
Turnaj se měl konat na Slovensku ve městě Spišská Nová Ves, a to ve dnech od 13. do 19. dubna 2020. Z důvodu pandemie covidu-19 však byl zrušen.

Účastníci

 Dánsko

 Francie

 Japonsko - Postoupilo z Divize I B

 Kazachstán

 Norsko

 Slovensko - Sestoupilo z elitní Divize

### Skupina B
Turnaj se měl konat V Itálii ve městě Asiago, a to ve dnech od 12. do 18. dubna 2020. Z důvodu pandemie covidu-19 však byl zrušen.

Účastníci

 Rakousko

 Maďarsko

 Itálie

 Polsko - Postoupilo z Divize II A

 Slovinsko

 Ukrajina - Sestoupila z Divize I A